# FIFA Marta Award
Il FIFA Marta Award è un premio istituito nel novembre 2024 dalla FIFA e assegnato alla calciatrice che abbia realizzato il gol più bello dell'anno.
Il premio è stato intitolato a Marta Vieira da Silva, calciatrice della nazionale brasiliana e vincitrice del Pallone d'oro FIFA 2010. 
Inizialmente le donne concorrevano per il FIFA Puskás Award, ma, a partire dall'edizione 2024, la FIFA ha deciso di istituire il Marta Award, riservandolo alle calciatrici di sesso femminile e contestualmente riservando il Puskás Award ai calciatori uomini.  Il premio è assegnato durante la cerimonia dei Best FIFA Football Awards.
Curiosamente, la prima edizione del premio Marta è stato vinto da Marta stessa, grazie a una rete realizzata in amichevole il 1º giugno contro la nazionale giamaicana.

## Criteri
I criteri per l'assegnazione del premio sono gli stessi in vigore dall'istituzione del Puskás Award, ovvero: 
- La bellezza del gol (criterio soggettivo: tiro dalla distanza, azione di squadra, gol acrobatico, ecc.).
- Deve essere assegnato "senza distinzioni di campionato, abilità o nazionalità".
- Il gol non deve essere frutto di un episodio fortuito, un errore o una deviazione di una compagna di squadra o di un'avversaria.
- Il fair play: la calciatrice non deve aver agito in maniera scorretta durante la partita oppure, per esempio, essere stata accusata di doping.
- Una calciatrice non può essere nominata con due gol differenti nella stessa edizione.

## Formula
Ogni anno la FIFA candida 11 gol al premio. La FIFA ha confermato la formula utilizzata nelle ultime edizioni del Puskás Award per l'assegnazione del premio: potranno votare online i tifosi da tutto il mondo, registrati sul sito ufficiale della FIFA; in più ci sarà una giuria di Leggende della FIFA. Entrambe le giurie avranno lo stesso peso, indipendentemente dai numeri di voti dei tifosi. Sia i "Tifosi" che le "Leggende" potranno votare selezionando tre degli undici gol, attribuendo un punteggio per ogni selezione: 5 punti per il primo selezionato, 3 per il secondo ed 1 per il terzo. Alla fine della fase di votazione verranno generate due classifiche: una dei tifosi e una delle leggende. Si procede così ad attribuire un punteggio ad ogni gol in base alla posizione in ognuna delle due classifiche: al primo classificato della votazione dei Tifosi verranno assegnati 13 punti, 11 per il secondo, 9 per il terzo, 8 per il quarto e così via. Verrà fatto lo stesso con la classifica generata dalle "Leggende". Vengono poi sommati i punteggi ottenuti da ogni singolo gol in entrambe le classifiche, stilando quindi la classifica finale.

## Vincitori
Di seguito vengono indicate solo le prime tre posizioni, per la classifica completa si rimanda alle voci sulle singole stagioni.
- Nota bene: il risultato indicato tiene conto del punteggio al momento della realizzazione del gol.

| Edizione | Pos.             | Giocatore  | Squadra  | Avversario | Risultato                                 | Competizione | Punti |
| -------- | ---------------- | ---------- | -------- | ---------- | ----------------------------------------- | ------------ | ----- |
| 2024     |                  |            |          |            |                                           |              |       |
| 1º       | Marta            | Brasile    | Giamaica | 4–0        | Amichevole                                | 22           |       |
| 2º       | Asisat Oshoala   | Barcellona | Benfica  | 5–0        | UEFA Women's Champions League 2023-2024   | 20           |       |
| 3º       | Sakina Karchaoui | Francia    | Svezia   | 1–0        | Qualificazioni al campionato europeo 2025 | 16           |       |

## Statistiche

### Vittorie per nazionalità
| Pos. | Nazione | Titoli |
| ---- | ------- | ------ |
| 1    | Brasile | 1      |